# Morbrortjärnen, Värmland
Morbrortjärnen är en sjö i Filipstads kommun i Värmland och ingår i Göta älvs huvudavrinningsområde. Morbrortjärnen ligger i Munkmossarna Natura 2000-område.